# Soni Bringas
Soni Nicole Bringas (* 2. Februar 2002 in Portland, Oregon) ist eine US-amerikanische Schauspielerin und Tänzerin.

## Karriere
Bringas begann im Alter von fünf Jahren mit dem Tanzen. Sie trat in zahlreichen Werbespots auf und nahm an Tanzwettbewerben teil. Zu ihren Tanzpartnern gehörten unter anderem Christina Aguilera, Justin Bieber und Missy Elliott.
2014 trat Bringas in einer Folge der Fernsehserie Jane the Virgin auf. 2015 wirkte sie in dem Film Beautiful & Twisted sowie in einer Folge der Serie Instant Mom mit. Von 2016 bis 2020 spielte Bringas in Fuller House, dem Spin-off der Serie Full House, die Hauptrolle der Ramona Gibbler.

## Filmografie
- 2014: Jane the Virgin (Fernsehserie, eine Folge)
- 2015: Beautiful & Twisted (Fernsehfilm)
- 2015: Instant Mom (Fernsehserie, eine Folge)
- 2016–2020: Fuller House (Fernsehserie, 75 Folgen)
- 2023: Disco Inferno (Kurzfilm)